# Wasserbehälter (Mühlbach)

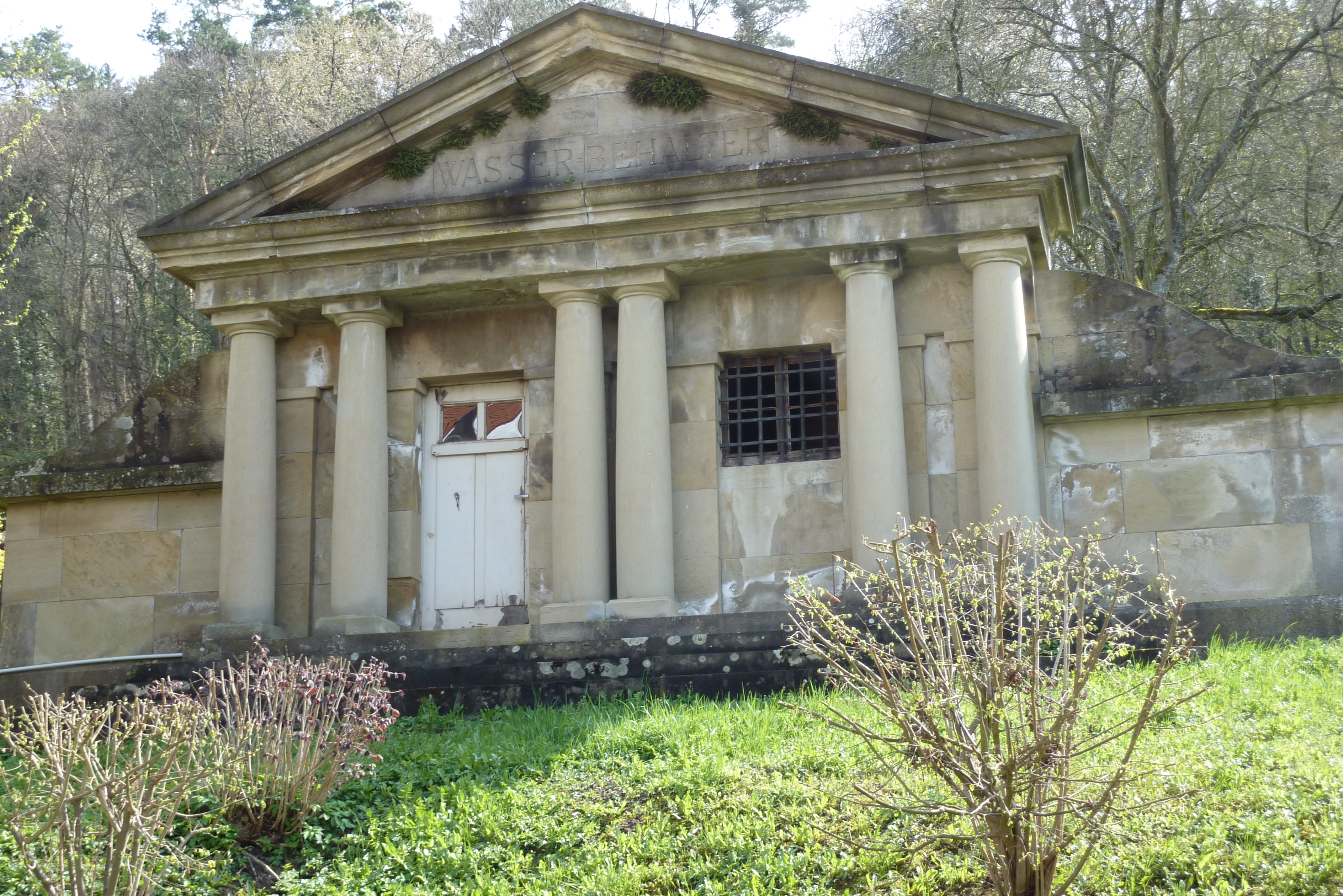
Wasserbehälter in Mühlbach (2010)

Der Wasserbehälter in Mühlbach, einem Stadtteil von Eppingen im Landkreis Heilbronn im nördlichen Baden-Württemberg, wurde 1912 errichtet und steht aufgrund seiner außergewöhnlichen Fassadengestaltung als Kulturdenkmal unter Denkmalschutz.

## Geschichte
Das Bevölkerungswachstum, die verstärkte Viehhaltung und weitere Faktoren ließen die Verschmutzung des zur Deckung des Bedarfs von Mühlbach erforderlichen Grundwassers Ende des 19. Jahrhunderts ansteigen. Die Tieferlegung einiger Brunnen und die Neufassung von Quellen konnte nichts zu einer Verbesserung der Wasserqualität beitragen. Einer Eingabe der Bürgerversammlung am 6. Januar 1910 mit der Bitte um den Bau einer örtlichen Wasserleitung für den Ort stimmte der Gemeinderat zu und bewilligte Mittel für die Suche nach geeigneten Quellen für eine Wasserversorgung. Im selben Jahr erfolgten Dauermessungen der stark niederschlagsabhängigen Schüttung Käsbrunnenquelle und Brunnenstubenquelle, die zusammen zwischen 4 und 9 Liter pro Sekunde, im Sommer und im Herbst einen Durchschnittswert von 4,86 Liter pro Sekunde, schütteten. Die Menge wurde für ausreichend angesehen, so wurde mit dem Bau von zwei Wasserbehältern begonnen, die einen gleichbleibenden Wasserdruck für die Abnehmer sicherstellen sollten.
In Mühlbach florierten seit dem späten 19. Jahrhundert mehrere Steinbrüche mit anhängenden Steinmetzbetrieben, die die Bautätigkeit im Ort in der Zeit um 1900 nachhaltig geprägt haben. Zeugnisse dieser Baukunst sind zahlreiche schmuckvolle Sandsteingebäude im Ortskern von Mühlbach, darunter auch das städtisch wirkende Rathaus von 1903. Für den Bau der nötigen Wasserbehälter griff man auch auf die örtlichen Steinbrüche und Steinmetze zurück und beschloss eine repräsentative Ausführung.
Der neoklassizistisch ausgestaltete Wasserbehälter an der Ostendgasse mit weithin sichtbarem von sechs Säulen getragenen Dreiecksgiebel nahm das Wasser der Brunnenstubenquelle auf. Für die Käsbrunnenquelle wurde im Wald oberhalb der Denkmalstraße ein weiterer Sammelbehälter ebenfalls von lokalen Steinmetzen errichtet. Gleichzeitig mit dem Bau der Behälter wurden die Rohrarbeiten im Ort ausgeführt, für die man wegen des Bauarbeitermangels auch 17 italienische Arbeiter, die meisten davon aus Belluno, angeworben hatte. Zusätzlich wurden auch Hydranten errichtet, da der Wasserdruck der Behälter ausreichend war, Brände in Höhe der Häuser zu bekämpfen. Nach dem Erlass der Wasserbezugsordnung am 22. Oktober 1912 nahm die Anlage ihren Betrieb auf.
Die Anlage aus den 1912 erbauten Behältern und den gleichzeitig verlegten Rohren hat rund 50 Jahre lang ihren Zweck erfüllt, bevor der gestiegene Wasserverbrauch der nach dem Zweiten Weltkrieg angewachsenen Einwohnerzahl sowie die durch die alten Absperrschieber verursachten häufigen Wasserrohrbrüche in den 1960er Jahren eine grundlegende Erneuerung der Rohrleitungen nötig machten.